# أنوتا
أنوتا هي إحدى جزر أرخبيل سانتا كروز في جزر سليمان. تعتبر أحد مواطن حضارة لابيتا، وهي اليوم إحدى الجزر المشكّلة لمحافظة تيموتو.

## جغرافيا
لا تتجاوز مساحة جزيرة أنوتا 37 هكتارا، وتأوي حوالي 300 شخصا من أصول بولينيزية. ويرجّح أن أجداد السّكّان الحاليين قد جاؤوا إلى الجزيرة منذ حوالي 400 سنة.

## الموارد
يعيش سكان أنوتا أساسا من الصيد البحري ومن استغلال الأراضي الضيقة التي لديهم في الزراعة لتأمين احتياجاتهم الغذائية.